# 60式装甲車
60式装甲車（ろくまるしきそうこうしゃ）は、第二次世界大戦後に開発された日本初の装甲人員輸送車である。陸上自衛隊で運用され、雲仙普賢岳での災害派遣での運用実績もある。2006年に全車が退役している。

## 概要
第二次世界大戦後、アメリカ軍から武器供与を受けていた自衛隊は、戦後の混乱期を脱し経済的に安定してきた1950年代末ごろから、装備の国産化を計画した。アメリカ軍から供与されていた装備が、日本人の体格に合わず使いづらいことや、国内の道路の整備が遅れており、アメリカ軍から供与された大柄の車両では運用に支障が出るなどの問題があった事も、国産化を後押しした。
1960年代に入り、60式自走106mm無反動砲や61式戦車、64式7.62mm小銃など国産装備が制式化され、各部隊に配備が始まった。本車両もそれら戦後に開発された国産兵器の一つであり、合計で428両生産された。

## 開発
装甲兵員輸送車として歩兵に対して戦車に追従できる機動力を与える目的で開発された。専守防衛を掲げる自衛隊には、日本国内だけの運用を想定したため、国内の道路事情が考慮されている。
開発が正式にスタートしたのは1956年（昭和31年）で、当時の防衛庁（現 防衛省）が三菱重工業と小松製作所の二社に対し、兵員輸送用装軌式装甲車の開発を要求した。この車両には「試製56式装甲車」の名称が与えられ、小松製作所の試作車は「I型」、三菱重工のものは「II型」と呼ばれた。
翌年の1957年（昭和32年）には三菱重工業と小松製作所で各1両ずつの試作車が完成した。各種試験の結果、小松製作所の試作車は前方部分に搭載されたエンジンの排気や放熱の陽炎によって視界不良になる問題が発生したため、第2次試作車の設計は三菱重工側が担当し、1959年（昭和34年）に三菱重工業が製作した試作車「II型(改)」が完成する。小松製作所の試作車の反省点を踏まえて、エンジンが車体中央部左側に移されており、12.7mm重機関銃M2の取り付け位置も変更され、操縦席と後部兵員室が通路で繋げられた。
翌年の1960年（昭和35年）に、II型(改)に若干の改良を加え、「60式装甲車」として制式化された。

## 特徴

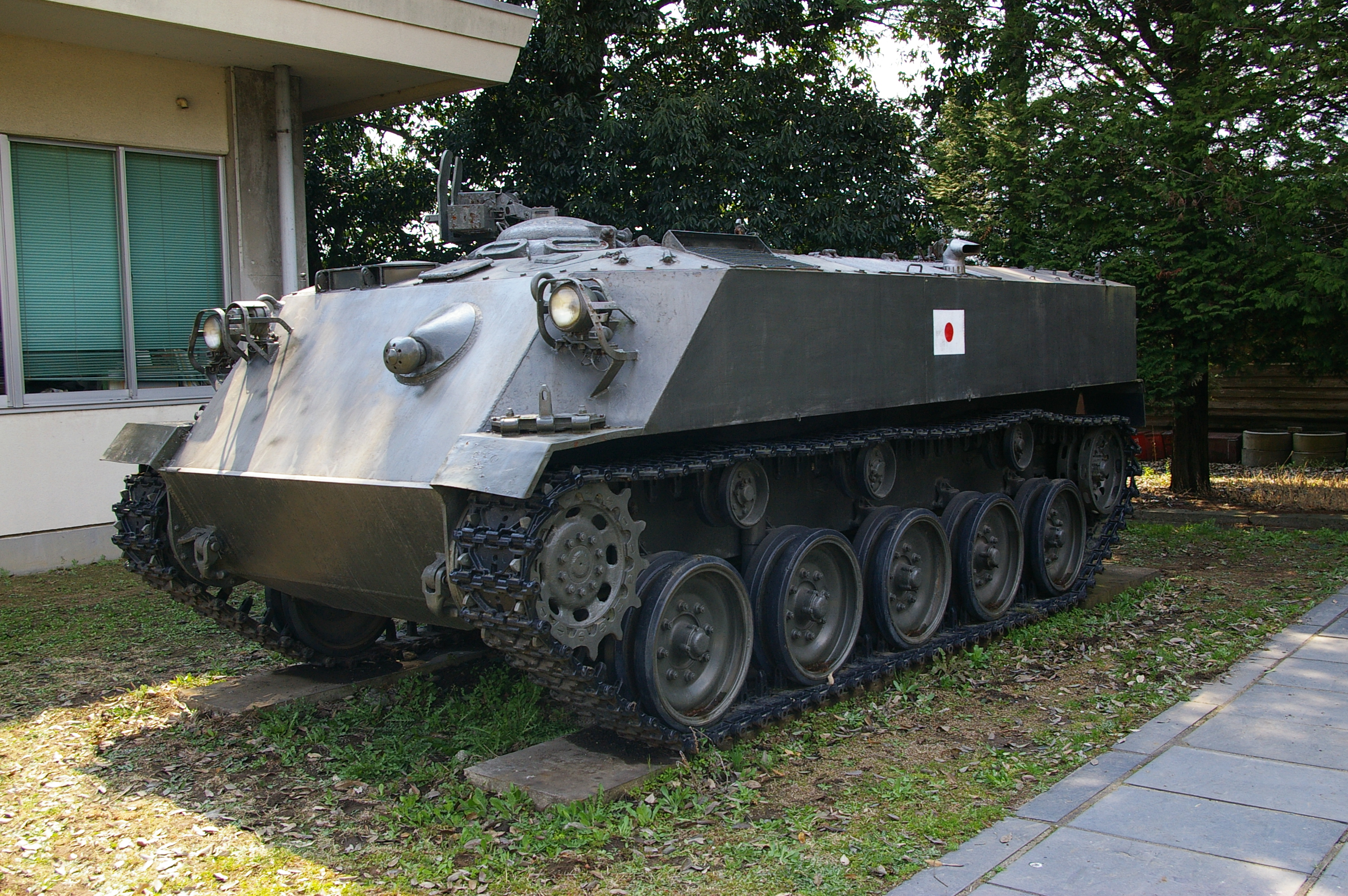
陸上自衛隊宇都宮駐屯地防衛資料館展示車両(2007年)

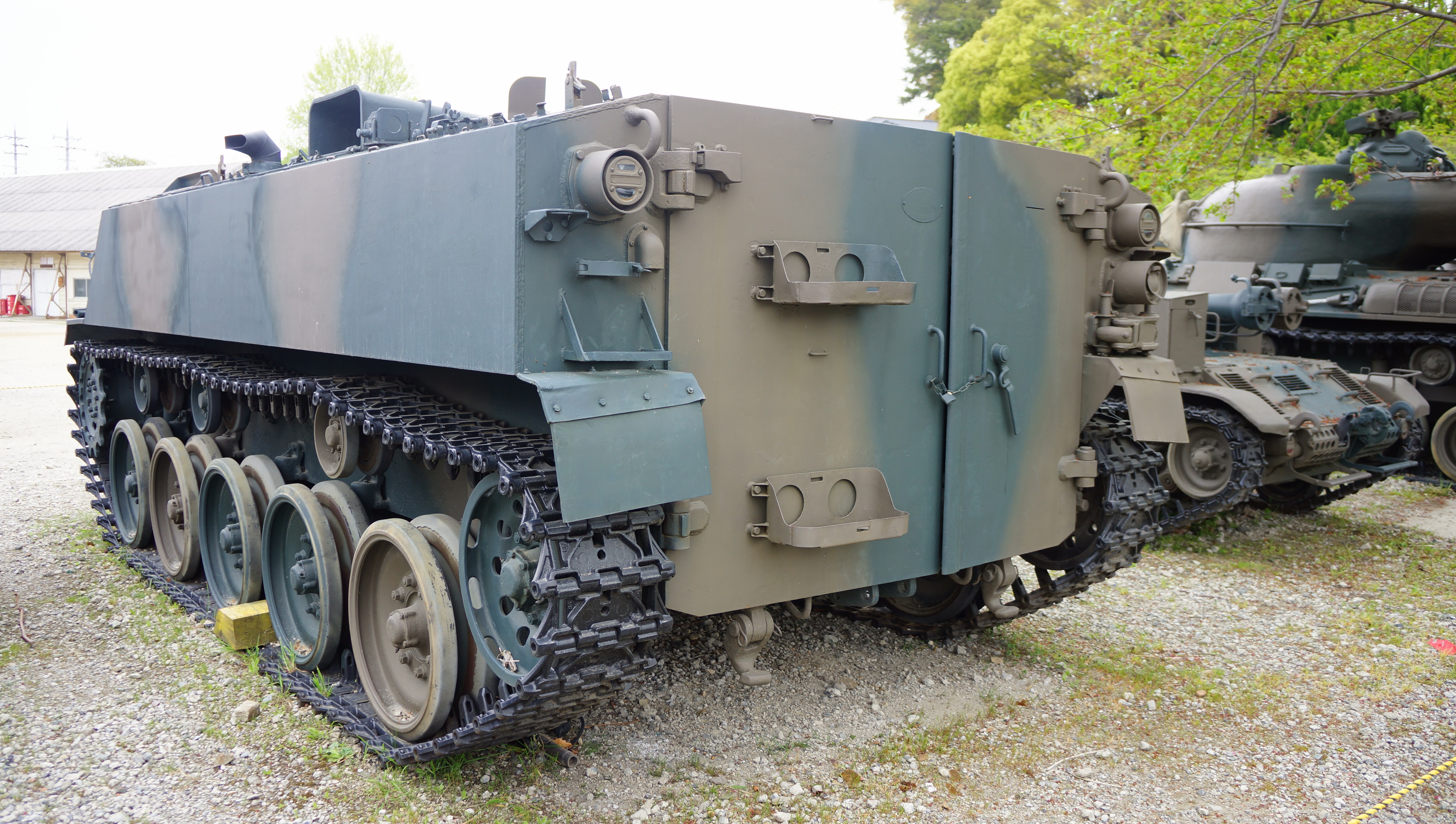
車体後部のハッチ
信太山駐屯地展示車両(2014年)

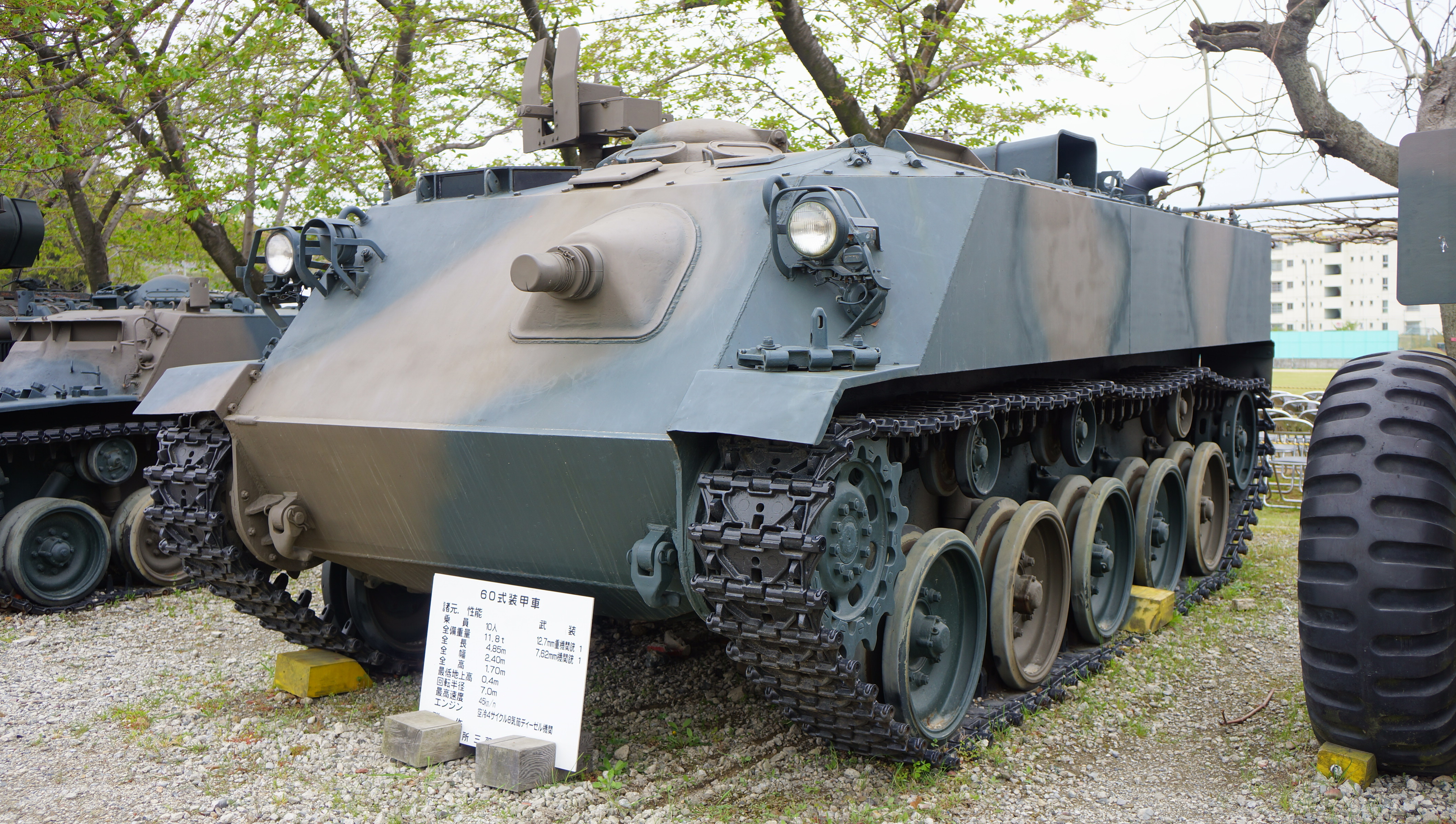
74式車載7.62mm機関銃搭載の改修が施された車両
マウントの形状の違いに注目

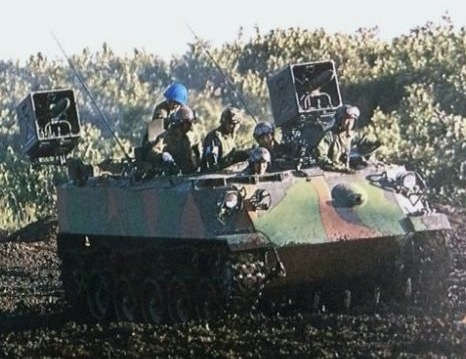
64式対戦車誘導弾を搭載した60式装甲車

車体後部には、向かい合わせに左右各3名分のベンチ・シートがあり、隊員6名を収容できる。小銃を備えるガンラックもあるが、当時は64式7.62mm小銃が採用前だった事もあり、7.62mm小銃M1専用のもので、64式小銃や89式小銃が採用された後も、退役まで変更されていない。
車体の前面には、7.62mm機関銃M1919が配置され、車体上部のハッチ部分には、12.7mm重機関銃M2が搭載可能となっている。車体は均質圧延鋼板による溶接箱形構造を採用し、普通科隊員を小銃弾や砲弾の破片から防護するには十分な強度を持っているが、水上移動のための浮航性は無く、NBC兵器に対する防護装置は持たない。
60式装甲車の生産は1972年（昭和47年）度まで続けられ、計428両（三菱：220両、コマツ：208両）が完成している。派生型の車両として車体後部に迫撃砲を搭載した60式自走81mm迫撃砲や60式自走107mm迫撃砲のほか、試験的採用に留まった化学防護車（装軌）がある。
1980年代の後半から、車体前面機銃を74式車載7.62mm機関銃に更新する改修作業が行われ、この改修を受けた車両はより角張ったマウントによって容易に識別可能である。
1973年（昭和48年）からは後継車である73式装甲車が制式採用され、1996年（平成8年）に装輪式の96式装輪装甲車が配備されている。

## 比較
|          | AMPV        | M113         | FV432        | Pbv 301     | 60式        | 63式         | 73式        |
| -------- | ----------- | ------------ | ------------ | ----------- | ----------- | ------------ | ----------- |
| 画像     |             |              |              |             |             |              |             |
| 全長     | 7.2 m       | 4.86 m       | 5.25 m       | 4.66 m      | 4.85 m      | 5.476 m      | 5.80 m      |
| 全幅     | 3.7 m       | 2.69 m       | 2.80 m       | 2.23 m      | 2.40 m      | 2.978 m      | 2.90 m      |
| 全高     | 3.1 m       | 2.50 m       | 2.28 m       | 2.64 m      | 1.70 m      | 2.58 m       | 2.21 m      |
| 重量     | 39 t        | 12.3 t       | 15.3 t       | 11.7 t      | 11.8 t      | 12.6 t       | 13.3 t      |
| 最大出力 | 600 hp      | 275 hp       | 240 hp       | 150 hp      | 220 hp      | 320 hp       | 300 hp      |
| 最高速度 | 61 km/h     | 64 km/h      | 52 km/h      | 45 km/h     | 45 km/h     | 65 km/h      | 60 km/h     |
| 乗員数   | 2名+兵員6名 | 2名+兵員11名 | 2名+兵員10名 | 2名+兵員8名 | 4名+兵員6名 | 2名+兵員13名 | 4名+兵員8名 |

## 登場作品

### 映画・テレビドラマ
『ゴジラvsビオランテ』
若狭湾でゴジラに対して行われる「サンダービーム作戦」を支援すべく出動し、多数の自衛隊車両とともに防衛ラインを形成する。
『大巨獣ガッパ』
実物が日本映画初登場。熱海市にガッパが出現したことを受け、61式戦車などと共に迎撃へ出動する。
『大鉄人17』
第3話にレッドマフラー隊の装甲車として登場。剣持隊からの要請を受けて61式戦車などと共に出動し、地震ロボットを攻撃する。

### アニメ
『ガールズ&パンツァー 最終章』
第3話で継続高校とサンダース大学附属高校の試合会場に1両が駐車している。
『GATE 自衛隊 彼の地にて、斯く戦えり』
第1話で異世界へ派遣される自衛隊の装備として登場。74式戦車などと共に先遣隊を務めており、銀座と繋がった異世界へ通じる「門」の内部に突入する。

### 小説
『戦国自衛隊』
小説版と漫画版で戦国時代へタイムスリップした自衛隊の装備として登場。小説版では無反動砲を装備しており、60式自走無反動砲と混同されている。そのため、漫画版では60式106mm無反動砲を搭載した三菱・ジープ（もしくは73式小型トラック）が1台追加されている。

### ゲーム
『War Thunder』
日本ツリーの駆逐戦車として64式対戦車誘導弾を積んだ車両が「Type 60 ATM」の名称で登場。